# خوبینک
خوبینک (به لهستانی:  Hubinek) یک روستا در لهستان است که در گمینا اولخووک واقع شده‌است. خوبینک ۲۸۰ نفر جمعیت دارد.